# 2-га армія (Австро-Угорщина)
2-га армія (Австро-Угорщина) (нім. 2. Armee (Österreich-Ungarn) — польова армія австро-угорських сухопутних військ за часів Першої світової війни.

## Історія
2-га армія (нім. 2. Armee) була сформована на початку серпня 1914 року й мала у своєму складі 6,5 піхотних та 1 кавалерійську дивізії. За задумом вищого штабу армія планувалася для ведення бойових дій на Сербському фронтові, але 20 серпня 1914 року після нищівного розгрому австро-угорських військ 3-ї армії в битві на Гнилій Липі, її терміново перекинули на Східний фронт для боротьби проти Російської імперії.
З серпня 1914 року армія билась у Галицькій битві. Починаючи з 25 серпня перші частини 7-го корпусу закріпилися на плацдармі річки Дністер поблизу Галича. Надалі частини усієї армії вийшли на визначені рубежі на Східному фронті та протистояли наступу російської 8-ї армії.
До кінця жовтня після битви на річці Вісла, весь німецько-австрійський фронт був змушений відступити з Польщі, 2-га армія підтримувала союзників у цих боях. У листопаді брала участь у битві при Лодзі на південному фланзі крила 9-ї німецької армії.
Згодом армія брала участь у зимовій битві в Карпатах, розгромі російської армії та її відступі в 1915 році. у 1916 році війська генерала фон Бем-Бермолі протистояли наступу російських військ генерала Брусилова. Після розгрому російської армії та краху Російської імперії у 1917—1918 роках її формування залучалися до окупації частки України та Білорусі.
Незабаром після розпаду Австро-Угорської імперії армія розформована.

## Командування

### Командувачі
- Генерал кінноти, з 1 травня 1916 генерал-полковник, з січня 1918 фельдмаршал Едуард фон Бем-Ермолі (14 серпня 1914 — травень 1918)
- Генерал піхоти Альфред Краусс (травень — листопад 1918)